# Nuiqsut
Nuiqsut es una ciudad ubicada en el borough de North Slope en el estado estadounidense de Alaska. En el Censo de 2010 tenía una población de 402 habitantes y una densidad poblacional de 16,48 personas por km².

## Geografía
Nuiqsut se encuentra en las coordenadas 70°13′2″N 150°59′44″O / 70.21722, -150.99556. Según la Oficina del Censo de los Estados Unidos, Nuiqsut tiene una superficie total de 24.4 km², de la cual 24.4 km² corresponden a tierra firme y (0%) 0 km² es agua.

## Demografía
Según el censo de 2010, había 402 personas residiendo en Nuiqsut. La densidad de población era de 16,48 hab./km². De los 402 habitantes, Nuiqsut estaba compuesto por el 9.95% blancos, el 0.25% eran afroamericanos, el 87.06% eran amerindios, el 0% eran asiáticos, el 0% eran isleños del Pacífico, el 0% eran de otras razas y el 2.74% pertenecían a dos o más razas. Del total de la población el 0% eran hispanos o latinos de cualquier raza.